# Hyperionyx macrodactylus
Hyperionyx macrodactylus är en kräftdjursart som först beskrevs av Knud Hensch Stephensen 1924.  Hyperionyx macrodactylus ingår i släktet Hyperionyx och familjen Lestrigonidae. Inga underarter finns listade i Catalogue of Life.